# August Rüggeberg
Das Unternehmen August Rüggeberg GmbH & Co. KG ist ein deutscher Werkzeughersteller mit Sitz in Marienheide, das seine Produkte unter dem Markennamen Pferd vertreibt.

## Geschichte
1799 begann Johan Caspar Rüggeberg in Rüggeberg mit der Fertigung von Feilen und Raspeln. Sein Sohn Johan Friedrich übernahm die Hammerschmiede im 19. Jahrhundert. Im Zuge der Industrialisierung entschied sich August Rüggeberg 1897 zur Umsiedlung des Unternehmens ins oberbergische Marienheide. Gemeinsam mit seinen Söhnen Alfred, Emil und Robert gründete er die Firma August Rüggeberg.
Heute umfasst das Programm etwa 8.500 Werkzeuge für die Oberflächenbearbeitung und zum Trennen von Werkstoffen. Weltweit arbeiten etwa 1.950 Mitarbeiter (1.100 in Europa) an sieben Produktionsstandorten in Marienheide und Hermeskeil (Deutschland), Vitoria und Araia (Spanien), Milwaukee (USA), Johannesburg (Südafrika) und Changli (China) sowie in 24 Vertriebsgesellschaften der PFERD-Gruppe.